# Punta del Parque Torres A y B
Las Torres Punta del Parque A y B son dos edificios ubicados en Avenida Santa Fe #425, en el distrito de Santa Fe, alcaldía Cuajimalpa, en la Ciudad de México, cuentan con 6 (ascensores), se convirtieron en una de las torres más altas y modernas del distrito de Santa Fe'.

## La forma
- La altura de las dos torres es de 120 metros y tienen un total de 26 pisos.

- La altura de cada piso a techo es de 3.67 m.

- El área total del los rascacielos es de 43,000 m².

## Detalles importantes
- Su uso es exclusivamente residencial

- Las torres fueron equipadas con las más altas normas de seguridad sísmicas, que incluyen 40 amortiguadores sísmicos a lo largo de toda la estructura del edificio, 85 pilotes de acero que penetran a una profundidad de 41 metros, en teoría el edificio puede soportar un terremoto de 8.5 en la escala de Richter, hasta el momento el edificio ha soportado un sismo de 6.6 en la escala de Richter sucedido el 13 de abril del 2007.

- La construcción comenzó en el 2004 y finalizó en el 2006.

- Cuentan con 114 departamentos.

- Los materiales que usaron para construir las torres fueron aluminio, concreto armado y vidrio.

- Su arquitecto es: David Cherem. e Isaac sasson misri

- Cuentan con 10 niveles subterráneos de aparcamiento.

- Cabe destacar que son de los nuevos edificios altos del distrito de Santa Fe junto con Santa Fe Pads, Arcos Bosques Corporativo, City Santa Fe Torre Ámsterdam, Panorama Santa fe, Grand Santa Fe Residencial Torre Oriente y City Santa Fe Torre Milán.

- Son consideradas edificios inteligentes, debido a que el sistema de luz es controlado por un sistema llamado B3, al igual que el de Torre Mayor, Torre Ejecutiva Pemex, World Trade Center México, Torre Altus, Arcos Bosques, Arcos Bosques Corporativo, Torre Latinoamericana, Edificio Reforma 222 Torre 1, Haus Santa Fe, Edificio Reforma Avantel, Residencial del Bosque 1, Residencial del Bosque 2, Torre del Caballito, Torre HSBC, Panorama Santa fe, City Santa Fe Torre Ámsterdam, Santa Fe Pads, St. Regis Hotel & Residences, Torre Lomas.

## Datos clave Torre A
- Altura- 120 metros.
- Espacio de habitaciones - 43 000 metros cuadrados.
- Pisos- 5 niveles subterráneos de estacionamiento y 26 pisos.
- Condición: En Uso.
- Rango:
  - En México: 37.º lugar, 2011: 60.º lugar
  - En Ciudad de México: 32.º lugar, 2011: 44.º lugar
  - En Santa Fe: 7º lugar, 2011: 11º lugar

## Datos clave Torre B
- Altura- 120 metros.
- Espacio de habitaciones - 41,000 metros cuadrados.
- Pisos- 5 niveles subterráneos de estacionamiento y 34 pisos.
- Condición: En Uso.
- Rango:
  - En México: 38.º lugar, 2011: 61.er lugar
  - En Ciudad de México: 33.er lugar, 2011: 45.º lugar
  - En Santa Fe: 8.º lugar, 2011: 12º lugar